# Sujab
Sujab (perzijsko سوی آب, tradicionalno kitajsko 碎葉, poenostavljeno kitajsko 碎叶, pinjin Suìyè, Wade–Giles Sui4-yeh4), znan tudi kot Ordukent (sedanji k-Beshim), je bil staroveško mesto ob svilni cesti, okoli 50 km vzhodno od Biškeka in 8 km jugozahodno od Tokmoka v dolini reke Ču v sedanjem Kirgizistanu. Ruševine mesta so bile skupaj z drugimi arheološkimi najdišči ob svilni cesti leta 2014 vpisane na Unescove svetovne dediščine kot "Svilna cesta: mreža poti v koridorju Čangan-Tjenšan".

## Zgodovina
Naselbina sogdijskih trgovcev je vzniknila ob Svilni cesti v 5. ali 6. stoletju. Ime naselja izhaja iz imena reke Sujab. Ime je iranskega izvora, sestavljeno iz besede suj, ki pomeni proti, in ab, ki pomeni voda, reka. Prvi jo je omenil kitajski romar Šuanzang, ki je potoval po tem območju leta 629:
Potujoč 500 lijev severozahodno od Velikega jezera Čing prispemo v mesto ob reki Suje. Mesto je 6 ali 7 li v krogu. Sem prihajajo  različni (barbarski) trgovci iz okoliških narodov, se tukaj zbirajo in prebivajo. Tla so ugodna za rdeče proso in za grozdje. Gozdovi niso gosti, podnebje je vetrovno in hladno. Ljudje nosijo oblačila iz keper volne. Zahodno od mesta je veliko izoliranih mest. Vsa mesta imajo poglavarje, neodvisne drug od drugega. Vsi so podrejeni Tudžuju.
Med vladavino Tong jabgu kagana je bil Sujab glavna prestolnica Zahodnega turškega kaganata. Kagan je imel tudi poletno prestolnico v Navekatu blizu izvirov severno od Taškenta v dolini Talas. Prestolnici veljata za najbolj zahodni prestolnici Zahodnega turškega kaganata. Med Sogdijci in Gokturki je vladala nekakšna simbioza: prvi so bili odgovorni za trgovanje, drugi pa za obrambo in varnost mesta.  
Po propadu kaganata je bil Sujab vključen v dinastijo Tang in bil med letoma 648 in 719 njena najbolj zahodna vojaška postojanka. Leta 679 je bila tam zgrajena kitajska trdnjava in budizem je cvetel. Po nekaterih poročilih je bil v Sujabu rojen veliki pesnik Li Bai (Li Po). Kitajski popotnik Du Huan, ki je Sujab obiskal leta 751, je med ruševinami našel še vedno delujoč budistični samostan, kjer je bivala princesa Džjaohe, hči Ašina Huaidaoa.
V Sujabu je bila do leta 719 ena od štirih garnizij protektorata Anši, potem pa je bil predan Suluk kaganu iz Turgeša, ki ga je dvor Tanga štel za "zvestega in poslušnega kagana". Po Sulukovem umoru leta 738 so mesto skupaj s Talasom nemudoma ponovno zavzele sile Tanga. Utrdba je bila strateško pomembna med vojnami med dinastijo Tang in Tibetanskim cesarstvom. Leta 766 je mesto padlo v roke vladarja Čarluka, povezanega z nastajajočim Ujgurskim kaganatom. 
O nadaljnji zgodovini Sujaba je malo zapisov, zlasti potem, ko so Kitajci leta 787 evakuirali vse štiri garnizije. David Nicolle navaja, da je Sujab  za Čarlukovo vojsko zagotovil 80.000 bojevnikov pod poveljstvom enega samega moža, znanega kot  kot "Kralj junakov".
Hudud al-Alam, zemljepisna knjiga, dokončana leta 983, omenja Sujab kot mesto z 20.000 prebivalci. Domneva se, da ga je v začetku 11. stoletja izpodrinil Balasagun in Sujab  je bil kmalu zatem opuščen. 
Območje okoli Sujaba se je v 18. stoletju  za kratek čas vrnilo Kitajski pod dinastijo Čing, vendar je bilo s Sporazumom iz Tarbagataja leta 1864 skupaj z Balkaškim jezerom predano Ruskemu imperiju. Postalo je del Semireške oblasti Ruskega imperija. Po zaključku nacionalne razmejitve v sovjetski srednji Aziji leta 1936 je bil Sujab dodeljen Kirgiški sovjetski socialistični republiki.

## Arheološko najdišče
V 19. stoletju so ruševine v Ak-Bešimu zmotno identificirali kot karakitansko prestolnico Balasagun. Identifikacijo je podprl tudi Wilhelm Barthold, ki je to lokacijo obiskal v letih 1893–1894. Četudi so se izkopavanja začela že leta 1938, je bilo šele v 50. letih dvajsetega stoletja ugotovljeno, da je bilo mesto opuščeno že v 11. stoletju in zato ne more biti Balasagun, ki je cvetel do 14. stoletja.
Arheološko najdišče Sujab obsega približno 30 hektarjev. Najdišče je kulturno zelo raznoliko in vsebuje obsežne ostanke kitajskih utrdb, nestorijanskih krščanskih cerkva, zoroastrskih kostnic in turških balbalov. Najdišče je še posebej bogato z najdbami kipov in stel Bude. Ob več budističnih templjih sta bili tam tudi nestorijanska cerkev in pokopališče iz 7. stoletja ter verjetno samostan iz 10. stoletja s freskami in napisi v sogdijski in ujgurski pisavi.